# Atentado en Charsadda de 2016
El 20 de enero de 2016, varios hombres abrieron fuego en la Universidad Bacha Khan en Charsadda, Pakistán. Está ubicada en el Distrito Charsadda de Jaiber Pajtunjuá. Más de 20 personas fueron asesinadas y otras 20 fueron heridas. Más de 200 estudiantes fueron rescatados del predio, mientras que cuatro pistoleros fueron abatidos. La facción Geedar del Movimiento de los Talibanes Pakistaníes proclamó su responsabilidad en el hecho, aunque el Movimiento lo negó y condenó el ataque.

## Trasfondo
El ataque ocurrió cuando los militares anunciaron el fin del despeje de operaciones en el área. Unos días antes del ataque, las autoridades cerraron algunas escuelas en Peshawar porque creyeron que un ataque estaba siendo planeado. La universidad fue fundada en el 2012 y se encuentra en una ubicación rural. Una escuela cercana fue atacada y 130 estudiantes fueron asesinados en 2014. Un encuentro de poesía para honrar a Khan Abdul Ghaffar Khan (líder nacionalista secular Pashtun de quien la universidad lleva su nombre) pudo haber sido el blanco, pues él se opuso a la respuesta violenta de los Talibanes y los muyahidines durante la invasión Soviética de Afganistán de 1979. El Pakistan Tehreek-e-Insaf, conocido por oponerse al militarismo en la Guerra contra el terrorismo, fue elegido, en contra de los que llevaban el cargo, a gobernar la provincia.

## Ataque
A las 9:30 a. m., cuatro hombres entraron a las aulas y dormitorios, abriendo fuego en contra de los estudiantes y maestros; también estaban armados con chalecos-bomba. El ataque ocurrió cuando los estudiantes y miembros de las facultades se reunieron en la universidad para un recital de poesía para conmemorar el aniversario de la muerte de Khan Abdul Ghaffar Khan. La universidad estaba, según se informa, no adecuadamente asegurada, especialmente en la parte de atrás del edificio, que tiene bajos muros exteriores.
De acuerdo al ministro de Salud de la provincia, Shaukat Ali Yousafzai, más de 30 personas han sido asesinadas y más de 60 heridas, incluyendo estudiantes y un profesor. Más de 60 estudiantes fueron rescatados de las instalaciones. De acuerdo con un portavoz del ejército, cuatro pistoleros fueron asesinados. Testigos reportan que un profesor, Syed Hamid Hussain, armado con una pistola, disparó a los asaltantes.

## Víctimas
Las víctimas incluyen estudiantes, guardias, policías, y al menos un profesor, Syed Hamid Hussain. Un oficial de seguridad dijo que el número de muertos podría ascender a 40 mientras los comandos del ejército despejaban los dormitorios y aulas de los alumnos.
Se reportó que los atacantes dieron fuerte resistencia a las fuerzas de seguridad estatales mientras participaban en la operación de desalojo de la universidad después de varias horas. Fuentes desconocidas de inteligencia dijeron que de ocho a diez atacantes se encontraban dentro del edificio y que tenían entre 18 y 25 años de edad, vistiendo ropas de civiles y con sus caras cubiertas.
Hamid Hussain, quien era profesor asistente de química en la universidad, presuntamente trató de proteger a sus estudiantes abriendo fuego contra los atacantes y fue aclamado como un «mártir» y un «caballero». Un estudiante describió lo sucedido, diciendo: «Hussain sostenía una pistola y disparó a los atacantes. Entonces vi que una bala le alcanzó. Después lo vimos caer y cuando los terroristas entraron al aula, escapamos». Se colgaron tributos al académico asesinado en redes sociales.

## Perpetrador
El Movimiento de los Talibanes Pakistaníes se atribuyó el ataque. Se cree que el atacante líder era Jalifa Omar Mansur, del grupo Geedar de Tehrik-e-Talibán Pakistán, quien presuntamente fue la mente maestra del ataque en la escuela de Peshawar de 2014. Mansur reclamó el ataque en una publicación de su página de Facebook, añadiendo que cuatro atacantes fueron enviados a la universidad. Mansur dijo a los medios que el ataque fue en respuesta a una ofensiva militar en contra de los bastiones militantes. Sin embargo, el portavoz principal del grupo, Mohammad Khurasain, después dijo que el Talibán Pakistaní no está involucrado. También calificó el ataque como «antiislámico».

## Reacciones

### En Pakistán
El primer ministro Nawaz Sharif, quien se encontraba en Zúrich para asistir al Foro Económico Mundial, dijo: «Estoy profundamente entristecido por el ataque, y estamos determinados y resueltos en nuestro compromiso para liquidar la amenaza del terrorismo de nuestra patria». El Jefe del Estado Mayor del ejército, Raheel Sharif llegó a Charsadda para impulsar la moral del personal de seguridad y participó en la operación.
El ministro de Provincia Shah Farman dijo: «54 guardas de seguridad se encontraban en la universidad. Cerca de 200 personas se encontraban presentes en el salón de exámenes, todos los cuales fueron rescatados, y una acción oportuna por la policía y el ejército ha prevenido un daño a gran escala». El Departamento de Educación en Charsadda anunció el cierre de todas las escuelas por 10 días.

### Internacionales
- Estados Unidos - El portavoz adjunto del Departamento de Estado, Mark Toner, dijo en un comunicado «Ofrecemos nuestras más profundas condolencias a las víctimas y sus familias en este momento de dolor».[13]
- India - El primer ministro Narendra Modi condenó los ataques y ofreció sus condolencias a las familias de los difuntos.[13]
- Italia - El embajador de Italia en Pakistán, Stefano Pontecorvo, condenó el ataque.[14]
- México - El Gobierno de México expresó su «enérgica condena al ataque terrorista» y expresó sus condolencias a los deudos. La Secretaría de Relaciones Exteriores indicó en un comunicado que «México reitera su absoluto rechazo a todo acto terrorista y de violencia que atente contra la población civil, al tiempo que expresa sus más sentidas condolencias al pueblo y al Gobierno de Pakistán y, de manera particular, a los familiares de las víctimas».[15]
- Reino Unido - El Alto Comisionado Británico en Pakistán Philip Barton condenó el ataque diciendo «[Estamos] muy preocupados por los reportes de el ataque en Charsadda. Mis pensamientos y oraciones están con los estudiantes, profesores y todos los afectados».[16]